# Diocese de Patos
A Diocese de Patos (Dioecesis Patosensis) é uma circunscrição eclesiástica da Igreja Católica no Brasil, pertencente à Província Eclesiástica da Paraíba e ao Regional Nordeste II da Conferência Nacional dos Bispos do Brasil, sendo sufragânea da Arquidiocese da Paraíba. A sé episcopal está na Catedral Nossa Senhora da Guia, na cidade de Patos, no estado da Paraíba.

## Histórico
A Diocese de Patos foi erigida a 17 de janeiro de 1959, pelo Papa João XXIII, desmembrada da Diocese de Cajazeiras e da Diocese de Campina Grande, contando com a 11 paróquias na época de sua fundação.

## Bispos
Administração local:
|        | Nome                         | Período   | Notas                      |
| Bispos | Bispos                       | Bispos    | Bispos                     |
| ------ | ---------------------------- | --------- | -------------------------- |
| 4º     | Eraldo Bispo da Silva        | 2013-     | Atual                      |
| 3º     | Manoel dos Reis de Farias    | 2001-2012 | Nomeado Bispo de Petrolina |
| 2º     | Gerardo de Andrade Ponte     | 1983-2001 |                            |
| 1º     | Expedito Eduardo de Oliveira | 1959-1983 |                            |

## Demografia
Em 2016, a diocese contava com uma população aproximada de 419 mil habitantes, com 91,4% de católicos.
O território da diocese é de 11.000 km2, organizado em 7 foranias, 39 paróquias e sete áreas pastorais:
- Crescimento demográfico

| Ano  | Fiéis   |
| ---- | ------- |
| 2000 | 420.000 |
| 2004 | 365.000 |
| 2016 | 419.000 |

### Forania das Espinharas
- Patos:
  - Paróquia Nossa Senhora da Guia
  - Paróquia Nossa Senhora de Fátima
  - Paróquia São Francisco de Assis
  - Paróquia São Sebastião
  - Paróquia São Francisco de Assis
  - Paróquia Santo Antônio
  - Paróquia São Pedro
  - Paróquia Nossa Senhora do Perpétuo Socorro
  - Paróquia Sagrado Coração de Jesus
    - Área Pastoral Nossa Senhora da Conceição
    - Área Pastoral Sagrado Coração de Jesus
    - Área Pastoral São José

  - Paróquia Nossa Senhora das Neves
- Mãe d'Água: Paróquia Nossa Senhora das Dores
- São José de Espinharas:  Paróquia São José
- Santa Terezinha: Paróquia Santa Teresinha
- São José do Bonfim: Paróquia São José

### Forania de Malta
- Malta: Paróquia Nossa Senhora da Conceição
- Condado: Paróquia São Sebastião
- Vista Serrana: Paróquia Nossa Senhora do Desterro

### Forania Vale do Sabugi
- São Mamede: Paróquia Nossa Senhora da Conceição
- Santa Luzia: Paróquia Santa Luzia
- Junco do Seridó: Paróquia Santo Onofre
- São José do Sabugi: Paróquia São José
- Várzea: Paróquia São Francisco de Assis

### Forania da Serra do Cariri
- Taperoá: Paróquia Nossa Senhora da Conceição
- Livramento: Paróquia Nossa Senhora do Livramento
- Assunção:  Paróquia Nossa Senhora da Assunção
  - Área Pastoral Nossa Senhora do Carmo

### Forania Serra de Teixeira
- Desterro: Paróquia Nossa Senhora do Desterro
  - Área Pastoral São José
- Teixeira: Paróquia Santa Maria Madalena
- Imaculada: Paróquia Imaculada Conceição de Maria
- Matureia: Paróquia São Francisco de Assis

### Forania Serra de Princesa
- Água Branca: Paróquia Nossa Senhora da Conceição
- Juru: Paróquia Santa Teresinha
- Tavares: Paróquia São Miguel
- Princesa Isabel: Paróquia Nossa Senhora do Bom Conselho
  - Área Pastoral Nossa Senhora da Conceição
- Manaíra: Paróquia Nossa Senhora das Dores

### Forania Vale do Piancó
- Catingueira: Paróquia São Sebastião
- Emas: Paróquia Santa Teresinha
- Olho d'Água: Paróquia São João Batista
- Piancó: Paróquia Santo Antônio
- Santana dos Garrotes: Paróquia Senhora Sant'Ana
- Nova Olinda: Paróquia Nossa Senhora dos Remédios